# Fabbrica Aeroplani Ing. O. Pomilio
La Società Anonima per Costruzioni Aeronautiche Ing. Ottorino Pomilio & C, citata anche come Fabbrica Aeroplani Ing. O. Pomilio o semplicemente Pomilio, fu un'azienda aeronautica italiana fondata dall'ingegnere Ottorino Pomilio negli anni dieci del XX secolo ed attiva nella produzione di biplani ad uso bellico utilizzati durante la prima guerra mondiale.
Le serie di velivoli Pomilio (PC, PD, PE e PY) furono ricognitori biposto. Quando vennero introdotte per la prima volta, nella primavera del 1917, i velivoli risultarono più veloci di altre macchine per la maggior parte del tempo in cui rimasero in servizio, benché problemi di instabilità suggerirono l'introduzione di successive varianti per la loro risoluzione. Con la realizzazione della variante finale, i fratelli Pomilio decisero di emigrare  negli Stati Uniti d'America e cedettero alla Ansaldo il loro opificio che alla fine del 1918 divenne il "Cantiere Aeronautico n.5" dell'azienda genovese.
La decisione di trasferirsi negli USA era stata presa dai fratelli Ottorino ed Ernesto Pomilio in seguito all'enorme quanto imprevista fama ottenuta oltreoceano. Alcuni loro aerei, infatti, avevano partecipato alla campagna di sensibilizzazione per l'arruolamento volontario, tenuta in terra americana da reparti delle Forze alleate, con varie parate e dimostrazioni di tipo militare-sportivo. In una di queste esibizioni, svolta dall'Aviazione italiana nell'ottobre 1917, alcuni piloti su aerei della Pomilio effettuarono una serie di acrobazie nei cieli di Langley entusiasmando una folla numerosissima e, a coronamento del successo, il sergente pilota Attilio Baldioli compì il volo diretto Langley - New York, sulla distanza di 540 km in meno di tre ore, conseguendo una media oraria di 190,400 km/h. La prova, effettuata con un prototipo del ricognitore tipo "PE", venne seguita dal capitano L.B. Lent del Signal Corps, salito a bordo in qualità di ufficiale osservatore. L'equipaggio era atteso nel campo d'atterraggio dalle massime autorità militari e i giornali statunitensi diedero un eccezionale risalto all'impresa, così conferendo alla Pomilio grandi notorietà e prestigio tecnico in terra americana.

## Modelli sviluppati
- Pomilio BVL-12
- Pomilio FVL-8
- Pomilio PC
- Pomilio PD
- Pomilio PE
- Pomilio PY
- Pomilio Gamma
- Savoia-Pomilio SP.1
- Savoia-Pomilio SP.2
- Savoia-Pomilio SP.3
- Savoia-Pomilio SP.4